# Klein Vrystaat
Klein Vrystaat was een kleine, kortstondige Boerenrepubliek in en rondom de plaats Piet Retief.

## Geschiedenis
In 1876 kochten Joachim Johannes Ferreira en Frans Ignatius Maritz een stuk grond van 15.000 morgen (iets minder dan 130 km²) van de Swazikoning Umbandine. Op 10 maart 1886 werd de onafhankelijkheid van de republiek uitgeroepen. De republiek werd drie jaar lang geregeerd door een driemanschap tot het territorium op 2 mei 1891 werd ingelijfd door de Zuid-Afrikaansche Republiek.